# Сакович, Джонатан
Джонатан Деэ Сакович (англ. Jonathan Dehe Sakovich, 26 июня 1970, Хило, Гавайи, США) — северномарианский, гуамский и американский пловец. Участвовал в летних Олимпийских играх 1988 года.

## Биография
Джонатан Сакович родился 26 июня 1970 года в американском городе Хило на Гавайях.
Занимался плаванием в клубе «Сайпан» на Северных Марианских Островах. Учился в университете Флориды в Гейнсвилле, где тренировался под началом Рэнди Риза и Скипа Фостера. В 1989—1992 годах представлял вуз на соревнованиях Национальной ассоциации студенческого спорта (NCAA), семь раз становился чемпионом США среди студентов. В 1997 году окончил университет, получив степень бакалавра здравоохранения и человеческой деятельности.
Выступал за Северные Марианские Острова в чемпионатах Тихоокеанского региона в 1987 и 1988 годах. В 1987 году выиграл золотые, серебряные и бронзовые медали на Южно-Тихоокеанских играх. Был трёхкратным чемпионом США на дистанциях 200 и 400 вольным стилем и на дистанции 15 км на открытой воде. Был рекордсменом Гуама.
В 1988 году вошёл в состав сборной Гуама на летних Олимпийских играх в Сеуле. Выступал в шести видах плавательной программы. Высший результат показал на дистанции 400 метров комплексным плаванием, где занял 29-е место (4 минуты 4,78 секунды). На 200-метровке комплексным плаванием показал 45-е время (2.16,70). В плавании вольным стилем на дистанции 100 метров занял 53-е место (54,24), на дистанции 200 метров — 49-е (1.57,72), на дистанции 400 метров — 41-е (4.06,89), на дистанции 1500 метров — последнее, 35-е (16.26,77).
В 1995 году, выступая за США, завоевал бронзовую медаль Панамериканских игр в Мар-дель-Плате. Сакович занял 3-е место на дистанции 200 метров вольным стилем (3.57,37), уступив 1,38 секунды победителю — Густаво Боржесу из Бразилии.
С 2015 года — главный тренер и директор по водным видам спорта в школе Боллз в Джексонвилле.